# Epiplema canibrunnea
Epiplema canibrunnea är en fjärilsart som beskrevs av W. Warren 1906. Epiplema canibrunnea ingår i släktet Epiplema och familjen Uraniidae. Inga underarter finns listade i Catalogue of Life.